# Dendrocerus flavipes
Dendrocerus flavipes är en stekelart som beskrevs av Jean-Jacques Kieffer 1907. Dendrocerus flavipes ingår i släktet Dendrocerus och familjen trefåresteklar. Arten är reproducerande i Sverige. Inga underarter finns listade i Catalogue of Life.